# 中央区立月島第三小学校
中央区立月島第三小学校（ちゅうおうくりつ つきしまだいさんしょうがっこう）は、東京都中央区晴海にある公立小学校。

## 沿革
- 1935年（昭和10年）11月15日 - 東京市月島第三尋常高等小学校として創立。
- 1941年（昭和16年）4月1日 - 国民学校令により、東京月島第三国民学校と改称。
- 1944年（昭和19年）8月29日 - 戦局の悪化により、埼玉県に集団疎開。
- 1945年（昭和20年）9月1日 - 日本陸軍部隊が校舎を使用していた為、米軍がこれを接収。本校は月島第一小学校に移る。
- 1947年（昭和22年）4月1日 - 学制改革により、高等科が廃止され、東京都中央区立月島第三小学校と改称。
- 1953年（昭和28年）10月23日 - 校舎接収が解除され、返還される。
- 1954年（昭和29年）
  - 3月1日 - 月島第一小学校から元校舎に帰る。
  - 4月1日 - 校舎の一部を月島第三中学校が使う。
- 1959年（昭和34年）12月19日 - 月島第三中学校が、旧校舎へ本校から移転。
- 1960年（昭和35年）
  - 4月1日 - 中央区立晴海幼稚園を併設する。
  - 11月15日 - 開校25周年式典挙行。同日、校歌制定。
- 1963年（昭和38年）6月3日 - 旧校舎（晴海中校庭部分）に移転。
- 1970年（昭和45年）4月1日 - 本校に中央区科学教育センター月島分室開設。
- 1986年（昭和61年）
  - 10月15日 - コンピュータ設置。
  - 11月25日 - 三原山噴火に伴い、27日まで避難所開設。
- 1987年（昭和62年）4月1日 - 文書保管にファイリング・システムを導入。
- 1990年（平成2年）11月17日 - 開校55周年式典挙行。同日、昭和19年度卒業証書授与式挙行。
- 1991年（平成3年）12月6日 - 新校舎起工式挙行。
- 1994年（平成6年）5月18日 - 新校舎落成式挙行。
- 1997年（平成9年）2月28日 - イスラエル副首相兼外相夫人が視察。
- 2000年（平成12年）4月1日 - 中央区立月島第三小学校と改称。
- 2005年（平成17年）
  - 4月1日 - 子どもの居場所「プレディ月三」開設。
- 2006年（平成18年）
  - 5月13日 - この日から、土曜スクール開始。
  - 6月15日 - 第1回学校評議委員会開催。
- 2015年（平成27年）12月26日 - 校舎増築・改修工事着工。
- 2018年（平成30年）3月31日 - 大規模改修工事完了。
- 2024年（令和6年）4月 - 晴海西小学校開校により、晴海3丁目～5丁目を学区から分離[1][2]。

### この節の出典
- 学校沿革（月島第三小学校ホームページ内）

## 通学区域
- 月島2丁目（2～9番、15～20番）、月島4丁目（2番(1号の一部)、3番(1～3号・5～7号・17号の一部・18号・19号)、4～7番、18番、19番）、晴海（1丁目・2丁目）[3]。

## 小学校の児童数と教員数[4]
| 年度     | 児童総数 | 1年生 | 2年生 | 3年生 | 4年生 | 5年生 | 6年生 | 教員数 | 職員数 |
| -------- | -------- | ----- | ----- | ----- | ----- | ----- | ----- | ------ | ------ |
| 令和元年 | 689人    | 144人 | 123人 | 110人 | 117人 | 94人  | 101人 | 32人   | 5人    |
| 令和2年  | 834人    | 197人 | 147人 | 137人 | 122人 | 128人 | 103人 | 37人   | 6人    |
| 令和3年  | 922人    | 200人 | 188人 | 146人 | 137人 | 121人 | 130人 | 40人   | 6人    |
| 令和4年  | 987人    | 195人 | 198人 | 185人 | 151人 | 134人 | 124人 | 42人   | 5人    |
| 令和5年  | 1076人   | 221人 | 190人 | 198人 | 177人 | 156人 | 134人 | 42人   | 4人    |

## 進学先中学校
- 中央区立晴海中学校[3]

## アクセス
- 都営バス「東15」・「東16」・「業10」・「業10出入-2」・「都05-1出入」・「錦13」・「深夜14」の各系統で、「晴海一丁目」バス停から、徒歩1～3分。
- 東京メトロ有楽町線・都営地下鉄大江戸線月島駅（10番出口）から、徒歩10分。

## 周辺
- 中央区立晴海幼稚園 - 同一建物内
- 中央区立晴海中学校 - 中央区道を挟んで、敷地が隣接。
- 中央区立晴海保育園 - 晴海中学校と同一建物内
- マイホームはるみ - 晴海中学校と同一建物内
- 東京都道304号日比谷豊洲埠頭東雲町線（晴海通り）
- 東京都立大学晴海キャンパス
- 東京都立晴海総合高等学校 - 都立大学晴海キャンパスと同一敷地内
- 月島運動場 - 中央区道を挟んで、敷地が隣接。
- 中央区立月島第一公園 - 中央区道を挟んで、敷地が隣接。
- 中央区立月島第二公園
- このほか、コンビニや民営の幼稚園・保育園、マンションなども点在する。